# Obelisco de la Caja

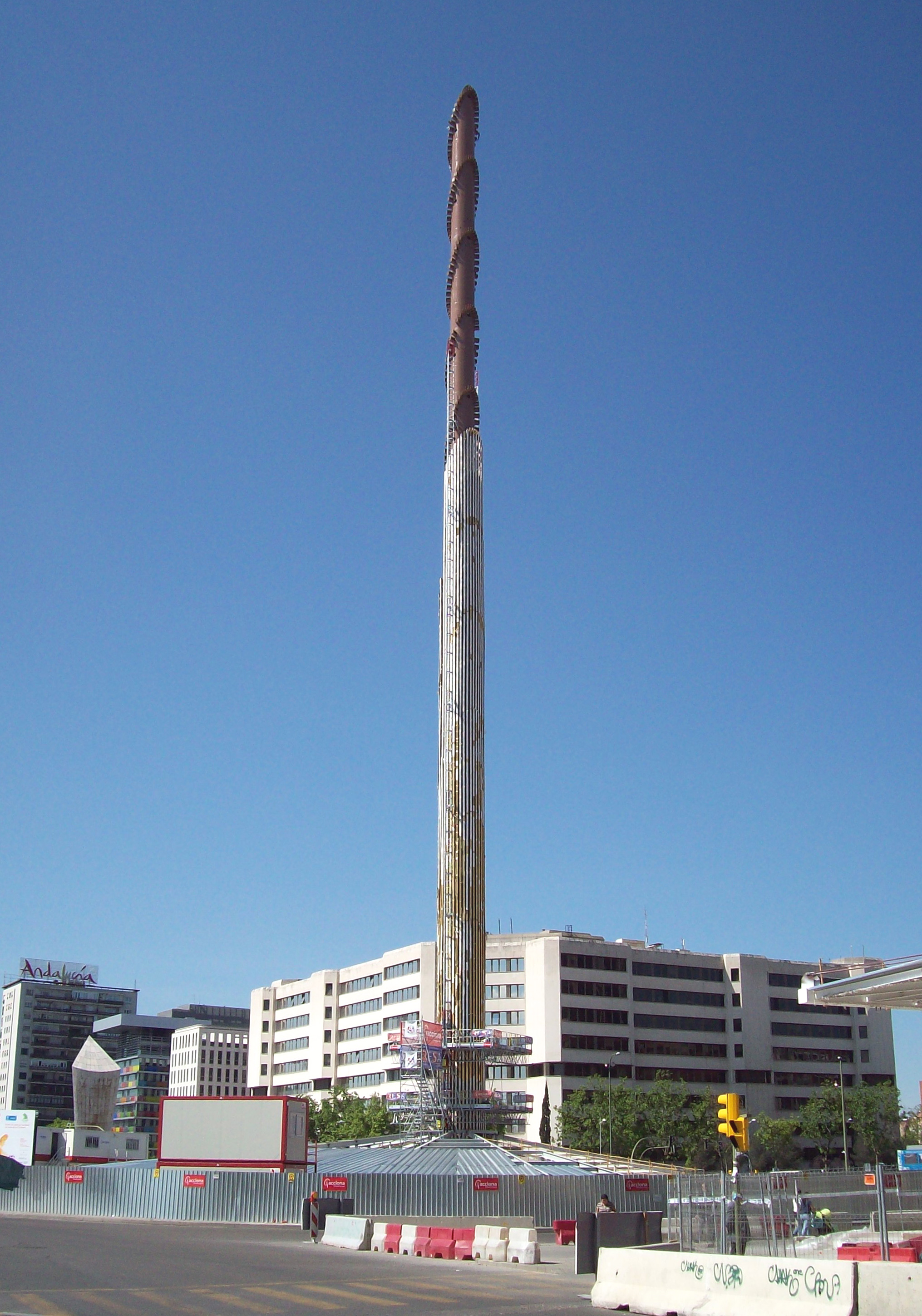
El Obelisco de la Caja en construcción (15 de mayo de 2009).

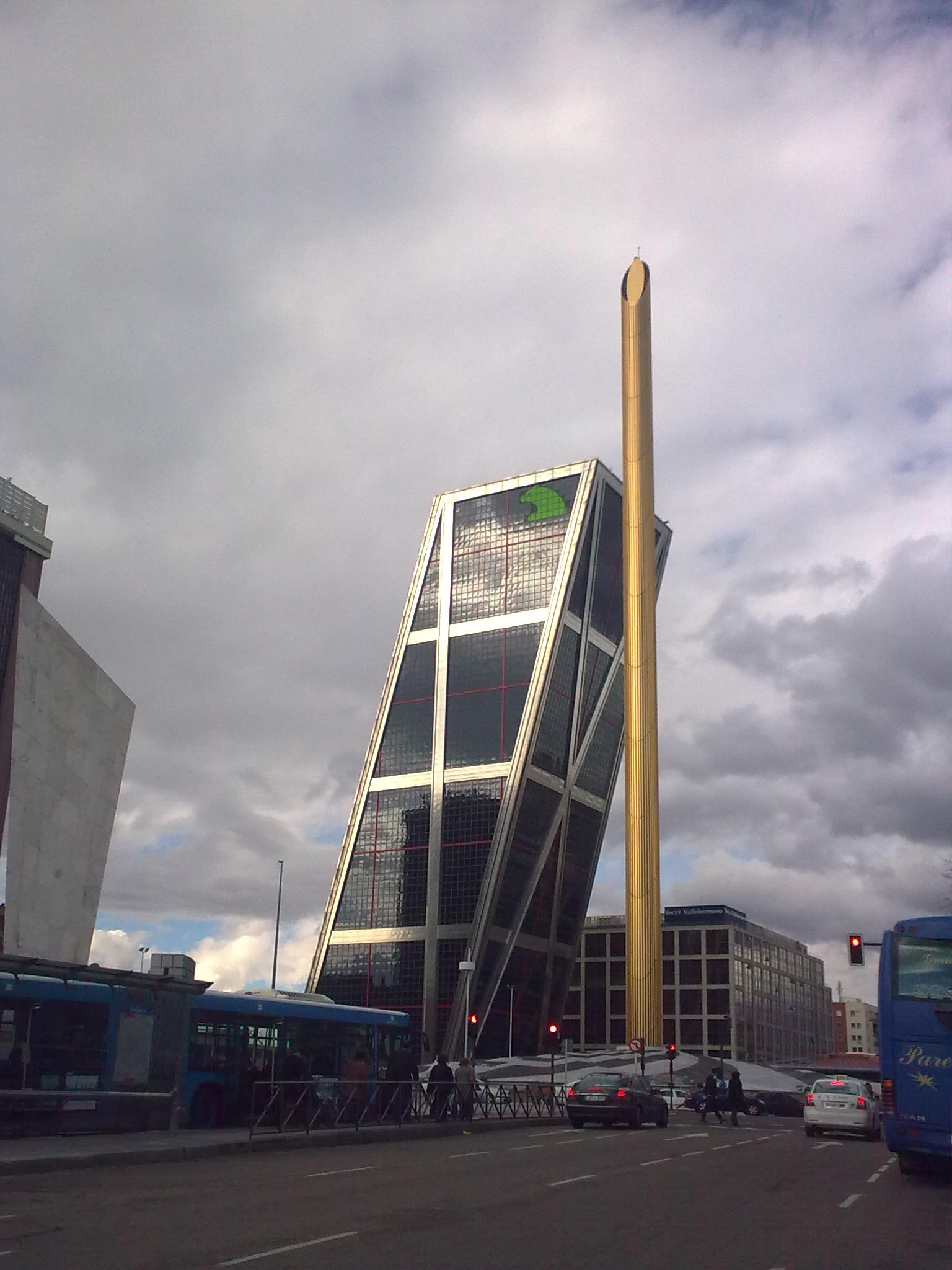
Obelisco de la Caja en Plaza Castilla.

El llamado Obelisco de la Caja, también conocido como Obelisco de Calatrava, es un monumento diseñado por Santiago Calatrava situado en la plaza de Castilla de la villa de Madrid (España). Es una donación de la entidad financiera Caja Madrid a la ciudad. El Ayuntamiento de Madrid participaba de forma importante en la financiación, con 300 000 euros anuales.

## Historia
Con motivo del 300.º aniversario de su fundación (1702-2002), Caja Madrid encargó al arquitecto y escultor Santiago Calatrava (Valencia, 1951) el diseño de un monumento que sería donado a la villa de Madrid.
Según el proyecto inicial, la obra mediría 120 m de altura. Sin embargo, la compleja red de túneles subterráneos que pasan por la plaza de Castilla hacía inviable, dado su peso, erigir en ella un monumento de tal magnitud. Por ello, se decidió finalmente rebajarlo a 92 metros.
A principios de octubre de 2007, la caja de ahorros adjudicó a la empresa constructora Acciona la ejecución del proyecto, y en julio del año siguiente comenzaron las obras, tras haber desmantelado la fuente existente en el lugar. Después de varios retrasos, el obelisco fue inaugurado oficialmente  el 23 de diciembre de 2009 por el Rey Juan Carlos I de España.
Tres meses después, el obelisco ya no funcionaba. En 2012 se informaba que el obelisco permanecía parado porque el coste de conservación, mantenimiento, limpieza y vigilancia era «más caro de lo pensado», en torno a 150 000 € anuales.
En agosto de 2014 trascendía que el Ayuntamiento había tasado el obelisco en 100 000 €, a pesar de que en su día costó 14 millones de €, de los que el Ayuntamiento pagó 5, sin contar los 300 000 € anuales de mantenimiento.

## Descripción
Caja Madrid decidió llamar a la construcción Obelisco de la Caja, aunque dada la forma piramidal de ese tipo de monumento, no es un obelisco propiamente dicho. En realidad, su diseño está inspirado en la Columna del Infinito, una obra de 29,33 metros de altura del escultor rumano Constantin Brâncuşi (1876-1957), levantada en 1938 en Târgu Jiu (Oltenia, Rumanía).
El núcleo interno de la obra, de 92 metros de altura, es un fuste metálico cilíndrico de igual longitud y 2 metros de diámetro, que descansa sobre tres patas metálicas. Estas, que pesan 50 toneladas cada una, se apoyan a su vez sobre tres pilotes de hormigón de 80 centímetros de diámetro y 26 metros de longitud. En vez de sustentar el mencionado mástil directamente sobre su eje longitudinal, se decidió hacerlo de este modo para no ejercer excesiva presión sobre un túnel preexistente en el lugar.
Al fuste se fijan, mediante articulaciones, 462 costillas y 462 lamas de bronce de 7,70 metros de longitud, que revisten la totalidad del obelisco. Dichas lamas tendrían un movimiento bascular transmitido a través de las costillas, dando externamente la apariencia de un movimiento de ascensión de una onda a lo largo de la columna. Tras dos días de funcionamiento, dicho mecanismo móvil comenzó a dar problemas, a lo que hay que sumar el alto coste de mantenimiento del monumento. Esto ha hecho que, solamente, se haya podido contemplar el movimiento en dos ocasiones. Desde entonces, el obelisco está parado.